# Малягурт (Красногорський район)
Малягу́рт (рос. Малягурт) — присілок в Красногорському районі Удмуртії, Росія.
В селі діє школа та садочок.

## Населення
Населення — 89 осіб (2010; 125 в 2002).
Національний склад станом на 2002 рік:
- удмурти — 85 %